# Pitanga (Paraná)
Pitanga es un municipio brasileño del estado de Paraná.

## Etimología
El significado de la palabra Pitanga es de origen tupí (ubapitanga) y quiere decir «fruto rojo del pitangueiro». Se desconoce quién le dio ese nombre al pueblo, pero se sabe que proviene del fruto pitangueiro (cerezo?) que florece en la sierra de Pitanga. La ciudad de Pitanga está arbolada en sus principales calles y espacios públicos, con pitangueiros, que embellecen y alimentan, con sus frutos, a los pájaros.

## Historia
El lugar donde se encuentra la ciudad comenzó a recibir a sus primeros habitantes blancos a partir de 1914, cuando colonizadores que vivían en Prudentópolis trasladaron sus residencias a la región. Antes de esto, solo los indígenas habitaban las tierras. Los pioneros comenzaron por la porcicultura, cuyos semovientes eran intercambiados en trueque por otros productos o llevados a Ponta Grossa.
El poblamiento de la región de Pitanga se desencadenó a partir de los años 1770, por expediciones de conquista bajo las órdenes del teniente coronel Pedro Amaral, junto al General Ana Lordes, comandante de la plaza de Paranaguá.
Alrededor de 1918, el lugar ya ofrecía casas comerciales, además de servicios como herreros, carpinteros y ebanistas, ya que la aldea estaba ubicada a orillas de la carretera que conectaba la región central de Paraná con el estado de Mato Grosso do Sul. Por esta razón, incluso ya existía un puesto policial en esa época.
A mediados de la década de 1920, se creó una ley que privaba a los indígenas de algunas tierras en Paraná. Los periódicos de la época hacían apología a la extinción del asentamiento de San Jerónimo, cuyas tierras fueron disputadas por importantes políticos paranaenses y hacendados. La liberación de tierras indígenas a políticos locales redujo sus reservas y contribuyó a los conflictos entre indígenas y colonos en la sierra de Pitanga.
Por decreto n.º 294 del 17 de abril de 1923, los indígenas perdieron las tierras en el margen derecho del río Ivaí, a favor de los colonos, y los indígenas se vieron desplazados al margen izquierdo del río, lo que causó una gran insurrección en la comunidad indígena. De esta manera, 150 indígenas kaigangs atacaron Pitanga, danzando en la iglesia que luego fue incendiada. Este ataque resultó en la muerte de un par de habitantes.
En 1940, Pitanga ya tenía aproximadamente 13000 habitantes, entre los cuales muchos eran descendientes de europeos, ya que varios colonizadores vinieron de países como Ucrania, Francia, Polonia, Italia y Alemania. Esto se verifica en la actualidad, debido a la gran diversidad cultural, danzas, música, arquitectura y alimentos típicos de cada grupo étnico.
El municipio de Pitanga, cuyo territorio fue en el pasado conocido como sierra de Pitanga, fue creado e instaurado entre los años 1943 y 1944, respectivamente, cuando comprendía la vasta región sertaneja situada entre los ríos Piquirí, Bonito e Ivaí.

## Municipios vecinos
Manoel Ribas, Boa Ventura de São Roque, Cândido de Abreu, Nova Tebas, Roncador, Mato Rico, Palmital y Santa Maria do Oeste.

## Demografía
Según el censo IBGE del año 2010, la población era de 32 645 hab. Para el 2020 el decremento era de 29 994 habitantes.